# Heliodor
A Heliodor görög eredetű férfinév, jelentése: Héliosz napisten ajándéka.

## Rokon nevek
- Hiador:[1] a Heliodor régi magyar változata.[2]

## Gyakorisága
Az 1990-es években a Heliodor és a Hiador szórványos név volt, a 2000-es években nem szerepel a 100 leggyakoribb férfinév között.

## Névnapok
- június 3.[2]
- október 3.[2]